# Atractodes foveoclypeatus
Atractodes foveoclypeatus là một loài tò vò trong họ Ichneumonidae.